# Segodnia (Ukraine)
Pour les articles homonymes, voir Segodnia.
Segodnia - prononcer Sevodnia - (russe : Сегодня) est un quotidien ukrainien de langue russe, de format tabloïd, fondé en 1997. Le propriétaire est indirectement Rinat Akhmetov par la SCM Holdings. L'un de ses journalistes les plus connus (rédacteur en chef en 2015) en a longtemps été Oles Bouzina, assassiné le 16 avril 2015, pour ses prises de position en faveur de la paix entre la Russie et l'Ukraine, à l'époque de la guerre du Donbass.
Le site est bilingue russe/ukrainien.